# Súmate (Venezuela)
Pour les articles homonymes, voir Súmate.
Súmate (Rejoins-nous) est un mouvement associatif civil vénézuélien. Fin 2003, le groupe participe à l'organisation du référendum de 2004 (en) pour destituer le président Chávez.
Les membres de l'association sont accusés par la justice vénézuélienne de « trahison » et « conspiration » pour avoir reçu des fonds (31 150 dollars américains) d'une fondation américaine, le National Endowment for Democracy afin de lutter contre l'abstention lors du référendum de 2004.
La présidente de Súmate, María Corina Machado, a été reçue par George W. Bush dans le Bureau ovale en 2005.